# Volyně
Volyně è una città della Repubblica Ceca facente parte del distretto di Strakonice, in Boemia Meridionale.